# Loránd Eötvös
Baron Loránd Eötvös de Vásárosnamény, mere almindeligt kaldet Baron Roland von Eötvös i engelsk litteratur, (født 27. juli 1848, død 8. april 1919) var en ungarsk fysiker. Han huskes i dag næsten udelukkende for sit arbejde med gravitation og overfladespænding og opfindelsen af torsionspendulet.